# Curtains (album, John Frusciante)
Curtains je album od Johna Fruscianta vydané 1. února 2005.

## Seznam písní
1. "The Past Recedes" – 3:53
2. "Lever Pulled" – 2:22
3. "Anne" – 3:35
4. "The Real" – 3:06
5. "A Name" – 2:03
6. "Control" – 4:29
7. "Your Warning" – 3:33
8. "Hope" – 1:56
9. "Ascension" – 2:52
10. "Time Tonight" – 3:12
11. "Leap Your Bar" – 2:36